# Grates nunc omnes
Grates nunc omnes är en sekvens för juldagens första mässa. Den är skriven i Tyskland på 1000-talet. 
Melodin är hypomixolydisk.